# Gen Con
Pour les articles homonymes, voir Gen.
La Gen Con est un des plus importants festivals de jeux d’Amérique du Nord. Elle a été créée en 1968 par Gary Gygax. Son nom vient de « Lake Geneva Convention », son premier nom, la première édition ayant eu lieu à Lake Geneva, une localité aux États-Unis.
En 2002, la Gen Con a accueilli 26 000 visiteurs, ce qui la met au même niveau que des festivals comme E3, Dragon Con et Origins. 
La Gen Con est actuellement basée à Indianapolis dans l’Indiana. La Gen Con UK se déroule régulièrement dans différentes villes anglaises. La Gen Con Paris a eu lieu en France de 2006 à 2008 (rebaptisée Salon du jeu de société de Paris en 2009).

### Sites officiels
- (en) Gen Con LLC
- (en) Gen Con UK
- (en) Gen Con Barcelona
- (en) Gen Con Australia